# Mark Walters (voetballer)
Mark Everton Walters (Birmingham, 2 juni 1964) is een Engels voormalig profvoetballer die speelde als middenvelder, en dan bij voorkeur op de vleugel, van 1981 tot 2002.

## Clubcarrière

### Aston Villa
Mark Walters verliet school in de zomer van 1980 – hij was toen zestien jaar oud – om profvoetballer te worden bij Aston Villa, de belangrijkste voetbalclub uit zijn geboortestad Birmingham. Eind september 2018 getuigde Walters in de Britse krant The Daily Telegraph over wederkerig racisme tijdens zijn jaren als jeugdspeler. Walters kreeg zijn eerste profcontract ongeveer gelijktijdig met de winst van de Engelse landstitel uit 1981. Aston Villa won dat seizoen namelijk de Football League First Division onder de vleugels van de Engelse manager Ron Saunders en mocht daardoor Europees voetbal spelen.
Walters maakte zijn competitiedebuut voor Aston Villa onder de leiding van Saunders' assistent Tony Barton tegen Wolverhampton Wanderers op 28 april 1982. Villa verloor deze wedstrijd met 4–1. Dat seizoen was de nog altijd maar zeventienjarige Walters er niet bij toen Aston Villa verrassend de Europacup I / UEFA Champions League won door in de finale het Duitse FC Bayern München over de knie te leggen. Het enige doelpunt kwam op naam van de centrumspits Peter Withe.
De beloftevolle Walters kwam in het daaropvolgende seizoen al 22 keer in actie. De buitenspeler kwam in het seizoen 1983/84 helemaal boven water drijven. Dat seizoen speelde hij 37 competitiewedstrijden op 42 en maakte acht doelpunten. De glorie onder Saunders en Barton lag echter zo goed als achter de rug. Hoewel Walters een onmisbare speler werd, presteerde Villa ondermaats in de competitie.
In het seizoen 1985/86 eindigde Aston Villa op de zestiende plaats. Walters moest de helft van het seizoen aan zich laten voorbijgaan wegens een blessure; hij speelde 21 wedstrijden. Maar het werd nog erger: een seizoen later degradeerde Aston Villa naar de Football League Second Division ondanks de meer prominente aanwezigheid van Walters. Niet getreurd, want bij de eerste poging keerden de Villans alweer terug naar de hoogste divisie. Aanvankelijk mét Mark Walters die zeven keer scoorde tijdens de eerste helft van dat seizoen 1987/88.

### Rangers
Walters maakte de promotie van Aston Villa naar ere-afdeling niet mee. Hij verkaste in de wintertransferperiode van 1987/88 naar de Schotse topclub Rangers, dat eerder de Engelse internationals Terry Butcher, Trevor Steven, Gary Michael Stevens en Ray Wilkins had aangetrokken. De flankspeler arriveerde op Oudejaarsavond in Glasgow en kostte de ploeg van de Schotse manager Graeme Souness naar verluidt 500.000 Britse pond. Walters debuteerde op het hoogste Schotse toneel tegen de aartsrivaal Celtic op 2 januari 1988: de Old Firm-derby. Walters werd uitgefloten en op racistische spreekkoren getrakteerd. Zwarten waren destijds een rariteit in de Schotse competitie, waardoor Walters op uiterst ongemakkelijke wijze aan Schotland moest zien te acclimatiseren. Walters was de eerste zwarte speler die voor de Rangers tekende. Tegen Hearts kreeg Walters zelfs attributen naar het hoofd geslingerd – zoals een golfbal, een varkenspoot en dartpijlen – van de Hearts-fans.
Uiteindelijk maakte Walters toch naam voor zichzelf op Schotse bodem. Tussen 1987 en 1991 speelde hij 106 competitiewedstrijden en wist daarin 32 keer het net te vinden. Met de Rangers werd Walters onder meer drie maal op rij Schots landskampioen in 1989, 1990 en 1991.

### Liverpool

#### 1991–92
In 1991 viel Walters omwille van zijn prestaties in de smaak bij de Engelse topclub Liverpool, die destijds onder leiding stond van het Schotse clubicoon Kenny Dalglish. Dalglish bood 1,25 miljoen Britse pond voor hem aan de Rangers, waarmee de deal was beklonken. Hij debuteerde voor de Reds in de Football League First Division tegen Oldham Athletic op 17 augustus 1991, de eerste speeldag van het seizoen 1991/92 (het laatste van de hoogste divisie onder de noemer First Division voor de oprichting van de Premier League). Walters verving de Engelse middenvelder Steve McMahon iets voorbij het uur. Liverpool won de wedstrijd met 2–1. Zijn eerste doelpunt voor Liverpool dateert dan weer van 7 september 1991, tegen Notts County op Meadow Lane. Ook toen trokken de Reds met 1–2 aan het langste eind. Dat seizoen speelde Walters niet mee in de door Liverpool gewonnen FA Cup-finale tegen Sunderland. Hij bleef namelijk op de bank. 2–0 was de eindstand na doelpunten van het clubmonument Ian Rush en eerst Michael Thomas – die net als Walters een donkere huidskleur heeft.

#### 1992–93
Mark Walters werd vervolgens basisspeler tijdens het voor Liverpool wisselvallige seizoen 1992/93, het inaugurele seizoen van de commerciële Premier League dat bulkte van de verrassende wendingen en unieke feiten. Zijn voormalige ploeg Aston Villa werd vice-kampioen achter het ongenaakbare Manchester United (tien punten verschil). Norwich City werd derde, Blackburn Rovers vierde en QPR vijfde. De traditionele topclubs waren in geen velden te bekennen. Walters was met name een eerste keus van de nieuwe manager Graeme Souness, die hij nog kende van bij de Rangers. Walters speelde evenwel centraal op het middenveld en niet langer op de flank. Op 17 april 1993 stond Walters drie maal aan het kanon tegen Coventry City, een wedstrijd die Liverpool met 4–0 won thuis op Anfield. Hij maakte zijn opwachting in 32 van de 42 wedstrijden (er waren 22 clubs in die periode). Liverpool eindigde het seizoen 1992/93 als zesde achter QPR, met 59 punten.

#### 1993–94
Walters' beproefde periode als basisspeler was in het seizoen 1993/94 alweer verleden tijd. Walters verloor zijn basisplaats aan de tegen een pijlsnel tempo ontbolsterende Jamie Redknapp, de zoon van de latere West Ham United en Spurs-manager Harry Redknapp. Walters moest genoegen nemen met een statuut als invaller, wat finaal nog resulteerde in 17 Premier League-optredens.

#### 1994–95 en vertrek
In het seizoen 1994/95, het eerste volledige seizoen van manager Roy Evans die het roer in januari 1994 overnam van Souness, kwamen zelfs nog meer spelers uit de eigen kweekvijver al dan niet definitief piepen aan het firmament. Don Hutchison, Steve Harkness en Dominic Matteo zijn drie voorbeelden. Enkele jaren later kwamen Jamie Carragher en Steven Gerrard daar nog bij. De toen tweeëntwintigjarige Steve McManaman veroordeelde Walters voorgoed tot een zitje op de bank. Walters trad nog slechts 18 keer op in de Premier League en soms viel de middenvelder naast de wedstrijdselectie. Walters werd tijdens het seizoen 1995/96 door Evans verkocht aan Premier League-club Southampton (winter '95/'96). Aan de Engelse zuidkust kwam Walters amper vijf keer aan spelen toe.

### Swindon Town en Bristol Rovers
Op 31 juli 1996 verliet Walters na slechts enkele maanden Southampton en tekende een contract bij de tweedeklasser Swindon Town. Bij deze club scoorde Walters zijn eerste doelpunt vanop de strafschopstip, tegen Tranmere Rovers op 14 september 1996. Walters' spelplezier keerde terug bij Swindon Town en in drie seizoenen speelde hij 126 competitiewedstrijden waarin hij borg stond voor 28 doelpunten. Op 17 november 1999 verliet hij Swindon Town transfervrij. Zijn laatste club was de derdeklasser Bristol Rovers. Hij was reeds 35 jaar oud en bouwde bij Bristol Rovers zijn loopbaan af. Met de club die het Memorial Stadium bespeelt degradeerde Walters in zijn voorlaatste seizoen als professioneel voetballer naar de vierde afdeling van Engeland. Na het spelen van 96 officiële wedstrijden en het scoren van 14 doelpunten voor de Pirates zette de toen 38-jarige Walters in 2002 definitief een punt achter zijn professionele loopbaan.

## Interlandcarrière
Op 3 juni 1991 speelde Mark Walters als Glasgow Rangers-middenvelder zijn enige interland in het Engels voetbalelftal, tegen Nieuw-Zeeland in Auckland, Nieuw-Zeeland. Engeland won dankzij een ultiem doelpunt van spits Gary Lineker in de blessuretijd (0–1). Walters begon als rechtshalf, na 70 minuten werd hij vervangen door Crystal Palace-speler John Salako.